# یواس‌اس بلروفون (ای‌آرال-۳۱)
یواس‌اس بلروفون (ای‌آرال-۳۱) (به انگلیسی: USS Bellerophon (ARL-31)) یک کشتی بود که طول آن ۳۲۸ فوت (۱۰۰ متر) بود. این کشتی در سال ۱۹۴۵ ساخته شد.